# Alan Thicke
Alan Thicke, születési nevén Alan Willis Jeffrey (Kirkland Lake, Ontario, 1947. március 1. – Los Angeles, Kalifornia, 2016. december 13.) kanadai színész, dalszerző és műsorvezető volt. Robin Thicke énekes apja. 2013-ban felkerült a Canada's Walk of Fame-re (Kanadai Hírességek Sétánya). Legismertebb szerepe Jason Seaver a Growing Pains című vígjátéksorozatból. Több filmben, sorozatban és reklámban is szerepelt.

## Élete
Kirkland Lake városában született Shirley "Joan" Isobel Marie szülésznő és William Jeffrey bróker fiaként. Thicke szülei 1953-ban elváltak. Anyja később újra összeházasodott, Brian Thicke-hez ment hozzá. A pár Elliot Lake-be költözött. Alan Thicke 1965-ben érettségizett az Elliot Lake Secondary School tanulójaként. A Nyugat-ontariói Egyetemen tanult, ahol a Delta Upsilon testvériség tagja volt.

## Magánélete
Háromszor nősült. Első felesége Gloria Loring színésznő volt; házasságuk 1970-től 1984-ig tartott. Két fiuk született: Brennan és Robin. 1987-ben kezdett járni Kristy Swansonnal. Két évvel később eljegyezték egymást, de sosem házasodtak össze. 1994. augusztus 13-án házasodott össze Gina Tollesonnal. Egy fiuk született, Carter William Thicke. 1999. szeptember 29-én váltak el. 1999-ben ismerkedett meg Tanya Callau-val. Házasságuk 2005-től Thicke haláláig, 2016-ig tartott.

## Halála
2016. december 13-án, miközben fiával, Carterrel jégkorongozott, összeesett.  Még ezen a napon elhunyt a Providence Saint Joseph Medical Center kórházban. 2016. december 19-én a Growing Pains szereplőgárdája összeálltak Thicke temetése alkalmából. Barátja, Bob Saget mondta az emlékbeszédet. Santa Barbarában helyezték örök nyugalomra.